# Véronne
Véronne is een plaats en voormalige gemeente in het Franse departement Drôme in de regio Auvergne-Rhône-Alpes en telt 40 inwoners (2009). De plaats maakt deel uit van het arrondissement Die.

## Geschiedenis
Op 1 januari 2025 werd de gemeente opgeheven en werd Véronne opgenomen in de aangrenzende gemeente Saillans.

## Geografie
De oppervlakte van Véronne bedraagt 19,5 km², de bevolkingsdichtheid is dus 2,1 inwoners per km².

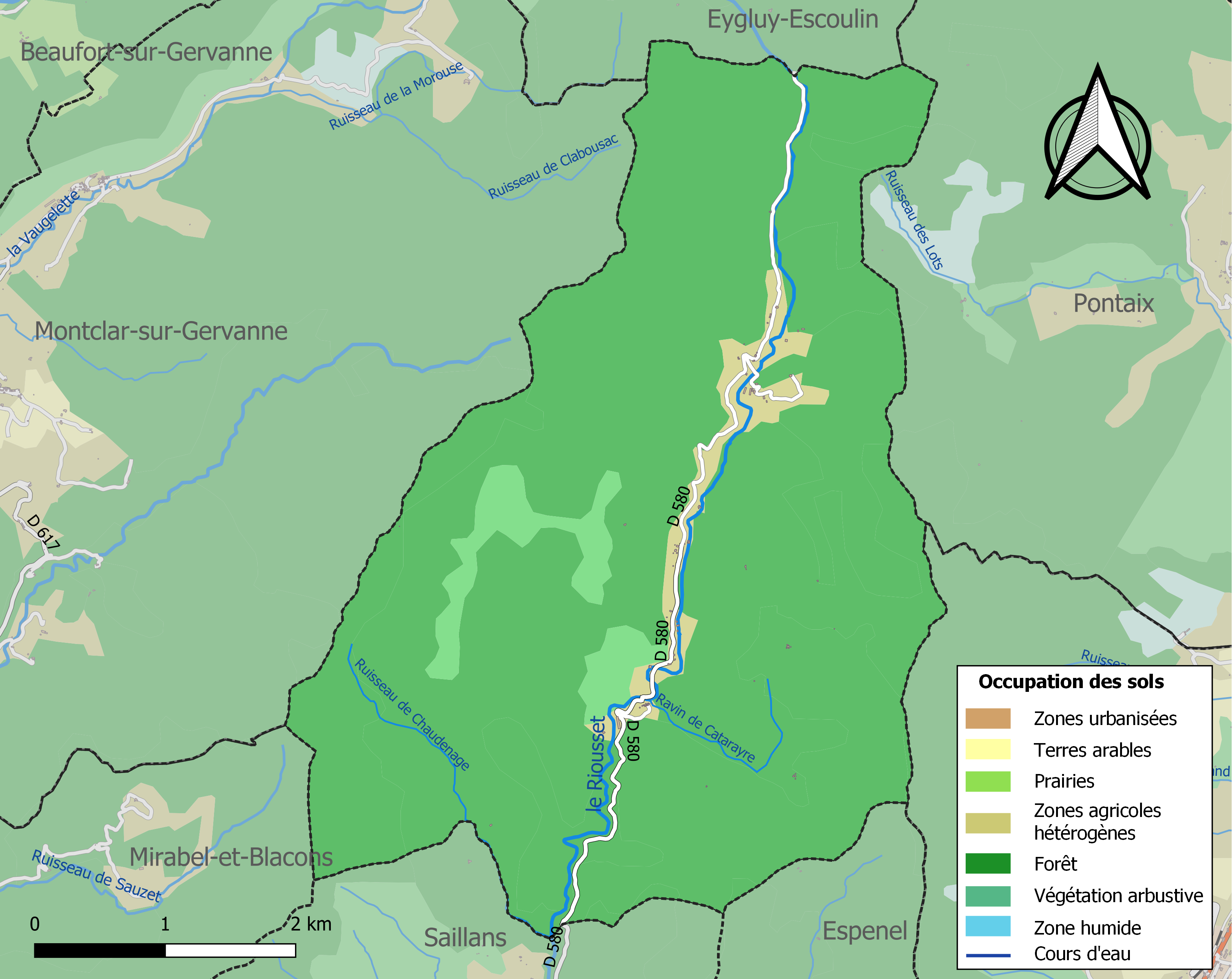
Kaart van de gemeente met belangrijkste infrastructuur, bodemgebruik en omliggende gemeenten

## Demografie
Onderstaande figuur toont het verloop van het inwonertal.